# Planetarium w Olsztynie

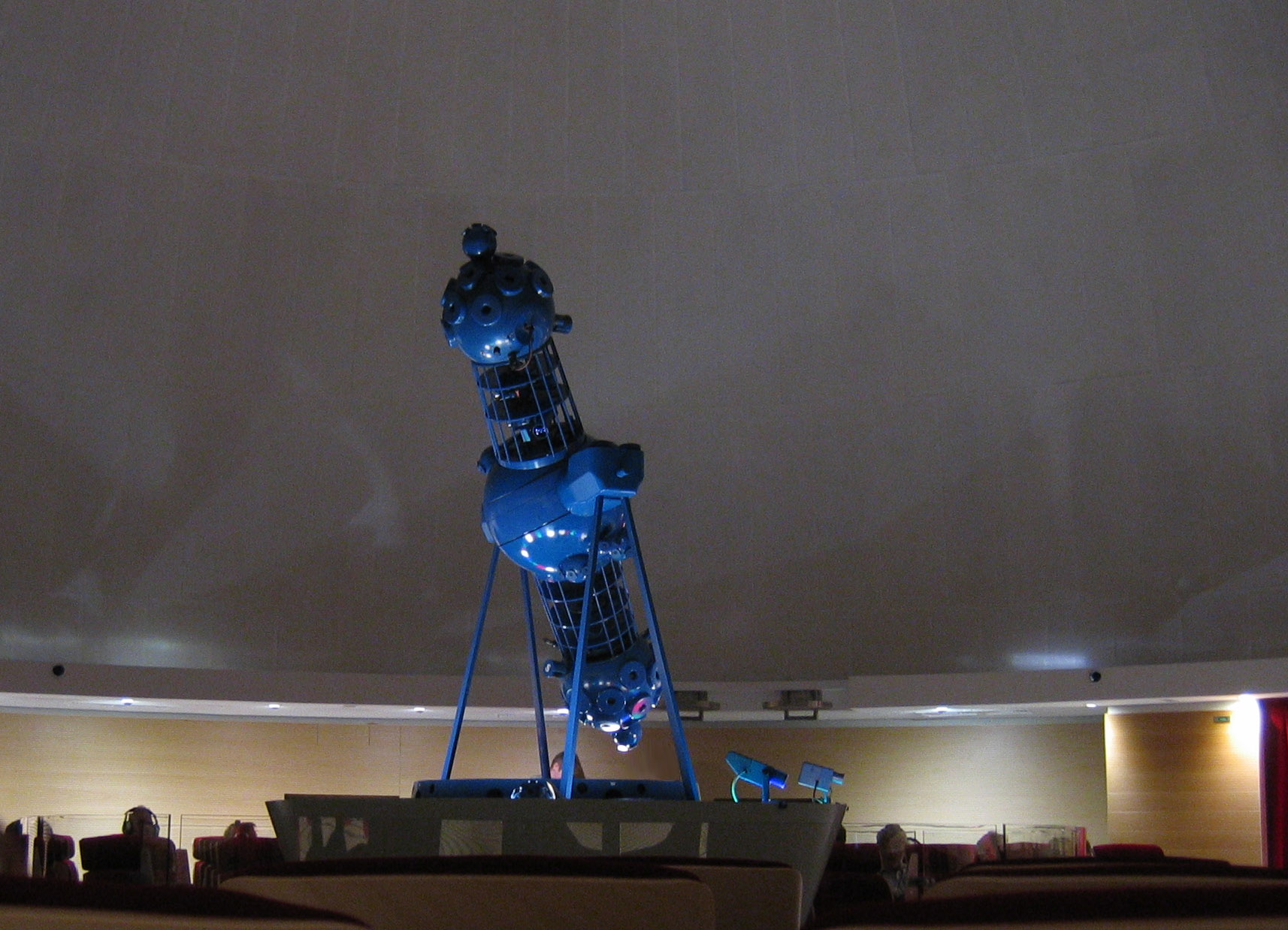
Projektor olsztyńskiego planetarium

Planetarium w Olsztynie – drugie co do wielkości planetarium w Polsce, zlokalizowane przy al. Piłsudskiego 38 w Olsztynie.

## Historia
Planetarium otwarto 19 lutego 1973, w pięćsetną rocznicę urodzin Mikołaja Kopernika pod nazwą Planetarium Lotów Kosmicznych. Projekt wyłoniony został w drodze konkursu. Do realizacji wybrano projekt arch. Ludomira Gosławskiego i Janusza Miścickiego. Planetarium wzniesiono w  rekordowym tempie 14 miesięcy. Zainstalowano w nim projektor Raumflug-Planetarium produkcji Carl Zeiss Jena, który pracował do 2012 roku, gdy został zastąpiony przez system projekcyjny DigitalSky 2.

## Gmach
Gmach planetarium zaprojektował Ludomir Gosławski i Janusz Miścicki. Kolorową kompozycję, składającą się z 205 płytek, znajdującą się na wschodniej ścianie atrium oraz portret Mikołaja Kopernika wiszący w hallu, wykonał artysta plastyk Stefan Knapp z Londynu. Ponadto w hallu znajduje się malowidło ścienne Zygmunta Drońskiego przedstawiające ciemny obłok pyłowy Koński Łeb z gwiazdozbioru Oriona.
- Projektor: Spacemaster RFP
- Średnica kopuły: 15 m
- Liczba miejsc na widowni: 160

## Biblioteka
W planetarium znajduje się specjalistyczna biblioteka, licząca kilka tysięcy książek oraz kilkadziesiąt tytułów czasopism, głównie z astronomii, astronautyki i dyscyplin pokrewnych.

## Związek Miast Kopernikowskich
Planetarium jest siedzibą Federacji Miast Kopernikowskich – związku miast związanych z życiem i działalnością Mikołaja Kopernika, powołanego 19 lutego 1983 roku w Toruniu. Członkami Federacji są Olsztyn, Bolonia, Frombork, Kraków, Toruń, Grudziądz, Lidzbark Warmiński, Włocławek i Braniewo.